# Konstytucja Czarnogóry
Konstytucja Czarnogóry – najważniejszy akt prawny Czarnogóry ratyfikowany i przyjęty przez parlament, poprzez osiągnięcie wymaganej większości kwalifikowanej 2/3 głosów, na nadzwyczajnej sesji w dniu 19 października 2007 r. Została ogłoszona oficjalnie 22 października 2007, zastępując tym samym konstytucję z 1992 r. Konstytucja składa się ze 158 artykułów w 8 rozdziałach.
Nowa ustawa zasadnicza określiła Czarnogórę jako demokratyczne państwo obywatelskie, w którym prawo stanowi suwerenny rząd. Znalazły się w niej również zapisy stawiające republice za cel dbałość o środowisko i sprawiedliwość społeczną.
Preambuła stwierdza równość i wolność zarówno Czarnogórców jak i przedstawicieli mniejszości narodowych oraz religijnych – tj. Serbów, Bośniaków, Albańczyków, Chorwatów, muzułmanów – a także innych lojalnych wobec demokracji obywateli Czarnogóry. Gwarantuje również rozdział kościoła od państwa.
Ustanowiła czarnogórski językiem urzędowym, ale przyznała również prawo do używania serbskiego (będącego urzędowym w myśl poprzedniej konstytucji), bośniackiego, albańskiego i chorwackiego. Ponadto dopuszcza równe wobec prawa stosowanie cyrylicy i alfabetu łacińskiego.
Utrzymała dotychczasową flagę, godło i hymn oraz ustanowiła je oficjalnymi symbolami państwowymi.
Stwierdza również, że prezydent wybierany jest na pięcioletnią kadencję i może sprawować urząd maksymalnie przez okres dwóch kadencji. Aby otrzymać obywatelstwo Czarnogóry potencjalny obywatel musi spędzić w kraju 10 z 15 ostatnich lat przed nadaniem obywatelstwa.